# Икабья (станция)
Икабья́ — станция Северобайкальского региона Восточно-Сибирской железной дороги на Байкало-Амурской магистрали (1757 км).
Находится в посёлке при станции Икабья Каларского района Забайкальского края.

## История
24 сентября 1983 года на станцию Икабья пришёл первый рабочий поезд. Строительство станции и посёлка выполняло ССМП «ГрузстройБАМ».
К концу 1986 года был сдан в эксплуатацию железнодорожный вокзал. В результате Икабья стала первой на читинском участке станцией, подготовленной к сдаче по пусковому комплексу в 1988 года.

## Дальнее следование по станции
По состоянию на декабрь 2019 года через станцию проходят следующие поезда дальнего следования:

### Круглогодичное движение поездов
| № поезда | Маршрут движения   | № поезда | Маршрут движения   |
| -------- | ------------------ | -------- | ------------------ |
| 75       | Нерюнгри — Москва  | 76       | Москва — Нерюнгри  |
| 97       | Тында — Кисловодск | 98       | Кисловодск — Тында |
| 375      | Нерюнгри — Тайшет  | 376      | Тайшет — Нерюнгри  |

### Сезонное движение поездов
| № поезда | Маршрут движения | № поезда | Маршрут движения |
| -------- | ---------------- | -------- | ---------------- |
| 235      | Тында — Анапа    | 236      | Анапа — Тында    |